# Aalst (Noord-Brabant)

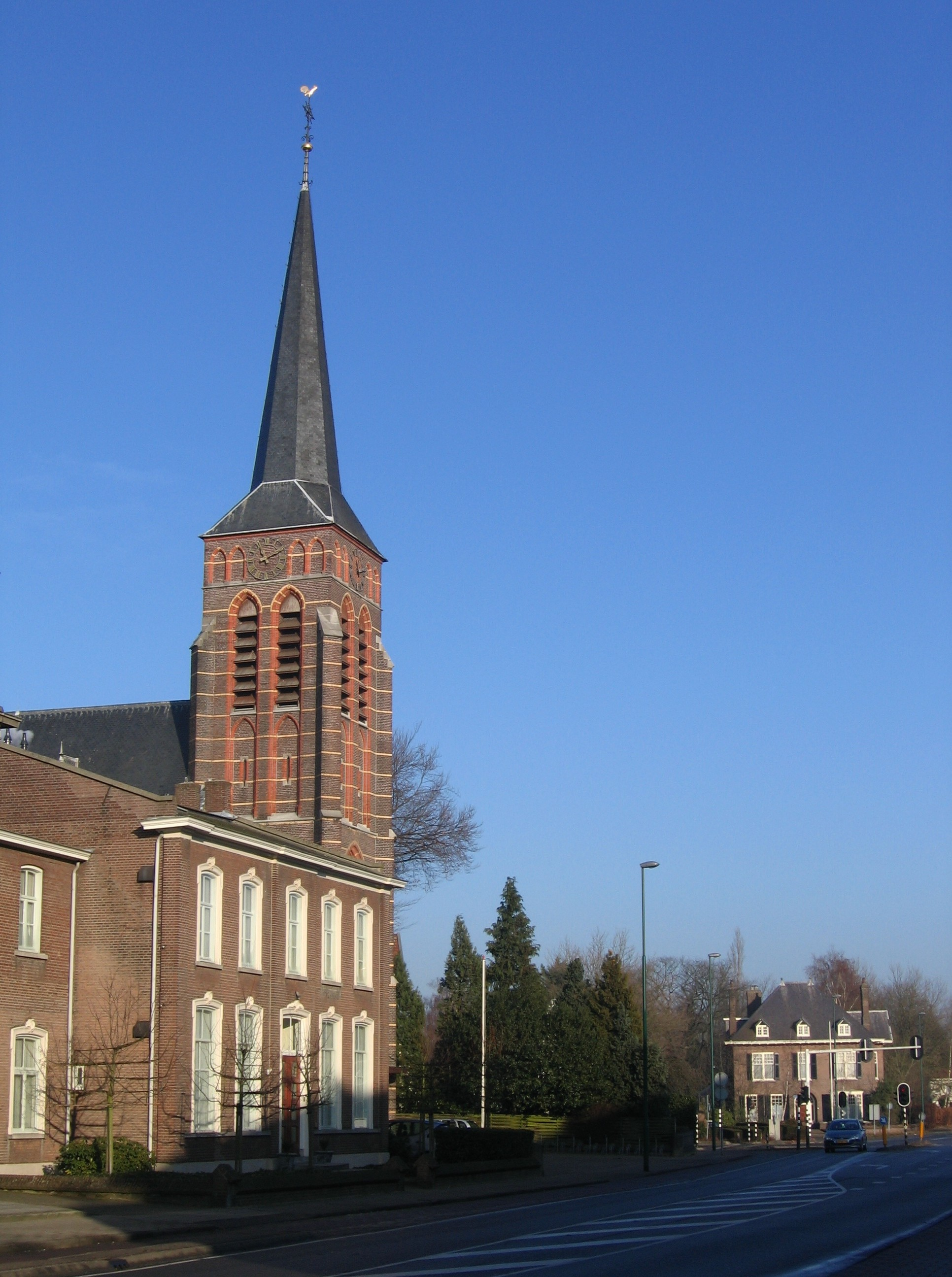
De kerk in Aalst

Aalst (Brabants: Aolst) is een dorp in de gemeente Waalre. Het dorp wordt ook wel Aalst-Waalre genoemd, om het te onderscheiden van het Gelderse dorp Aalst. Het ligt in de Nederlandse provincie Noord-Brabant en is gelegen aan de Tongelreep. Tot de samenvoeging met Waalre in 1923 was Aalst een zelfstandige gemeente. Tot het dorp Aalst behoren de wijken De Voldijn en Ekenrooi en de buurtschap Achtereind.
Op 1 januari 2006 had Aalst 10.420 inwoners (63% van het inwoneraantal van de hele gemeente Waalre). Het kerkdorp werd tot 2021 in tweeën gedeeld door de drukke verkeersader N69, de directe verbinding Eindhoven-België via Valkenswaard. De grote aantallen vrachtwagens, bussen en personenauto's zorgden met name tijdens de spits voor lange files. Vanuit Lommel gezien is de N69 westwaarts verlegd naar de aansluiting Veldhoven-West op de A67.

## Bezienswaardigheden
- Aalstermolen, gebouwd in 1904, zodat men niet meer over een zandweg naar de Genneper watermolen hoefde om het koren te laten malen; ook gebruikt om veevoer te malen. Deze beltmolen werd na een verwoestende brand in 1936 onmiddellijk herbouwd met onderdelen van een gesloopte molen. Na 1955 buiten bedrijf, maar in 1986 gerestaureerd met onhistorisch Oudhollands tuigage. Stilstaand vanaf 2001, maar in 2017 draaivaardig gemaakt en teruggebracht naar Van Busselneuzen. De belt van dit rijksmonument is intact, maar de windvang is beperkt door woonbebouwing.
- Onze-Lieve-Vrouw Presentatiekerk. Deze neogotische kerk werd ingewijd in 1906. Ze bevindt zich op een plaats die iets afwijkt van die van zijn voorgangers. Een houten vroeg-middeleeuws gebouw werd in de 15e eeuw vervangen door een stenen kerk, waarin van 1648 tot 1821 de protestantse eredienst werd beoefend. Deze kerken stonden op de hoek van de huidige Raadhuisstraat en Dorpsstraat. Nog lange tijd waren daar overblijfselen van een begraafplaats, die echter ten offer gevallen zijn aan nieuwbouw. De middeleeuwse kerk werd in 1906 afgebroken. 
 De huidige kerk is ontworpen door architect Caspar Franssen. Ze werd verbouwd en uitgebreid in 1934 door Joseph Franssen, waarbij een kruisschip en een koepel werden toegevoegd.
- Landgoed Treeswijk met villa in neoclassicistische stijl uit 1829, gesierd door beelden van Ceres en Proserpina. Dienstwoningen uit 1875 en een park in Engelse landschapsstijl. Opdracht tot de bouw gaf A.A. van Velthoven, president van de Eindhovense rechtbank en heer van Waalre.
- Aalsterhut, een knooppunt van wandel- en fietsroutes bij een pleisterplaats met een merkwaardige geschiedenis.
- Diverse langgevelboerderijen, zoals Gestelsestraat 102, Ekenrooisestraat 57, Laarstraat 57, Pastoor van der Heijdenstraat 1.
- Enkele woonhuizen en villa's zijn tot gemeentelijk monument verklaard.

## Economie
Aalst heeft zich de afgelopen decennia van een agrarische gemeenschap tot een forensendorp van Eindhoven ontwikkeld.
Vanaf 1919 was er een industrieel bedrijf (Brabantia), dat metalen en kunststoffen huishoudelijke producten maakt die wereldwijd verkocht worden, in Aalst gevestigd. Tegenwoordig is het hoofdkantoor van Brabantia in Valkenswaard gevestigd.

## Natuur en landschap

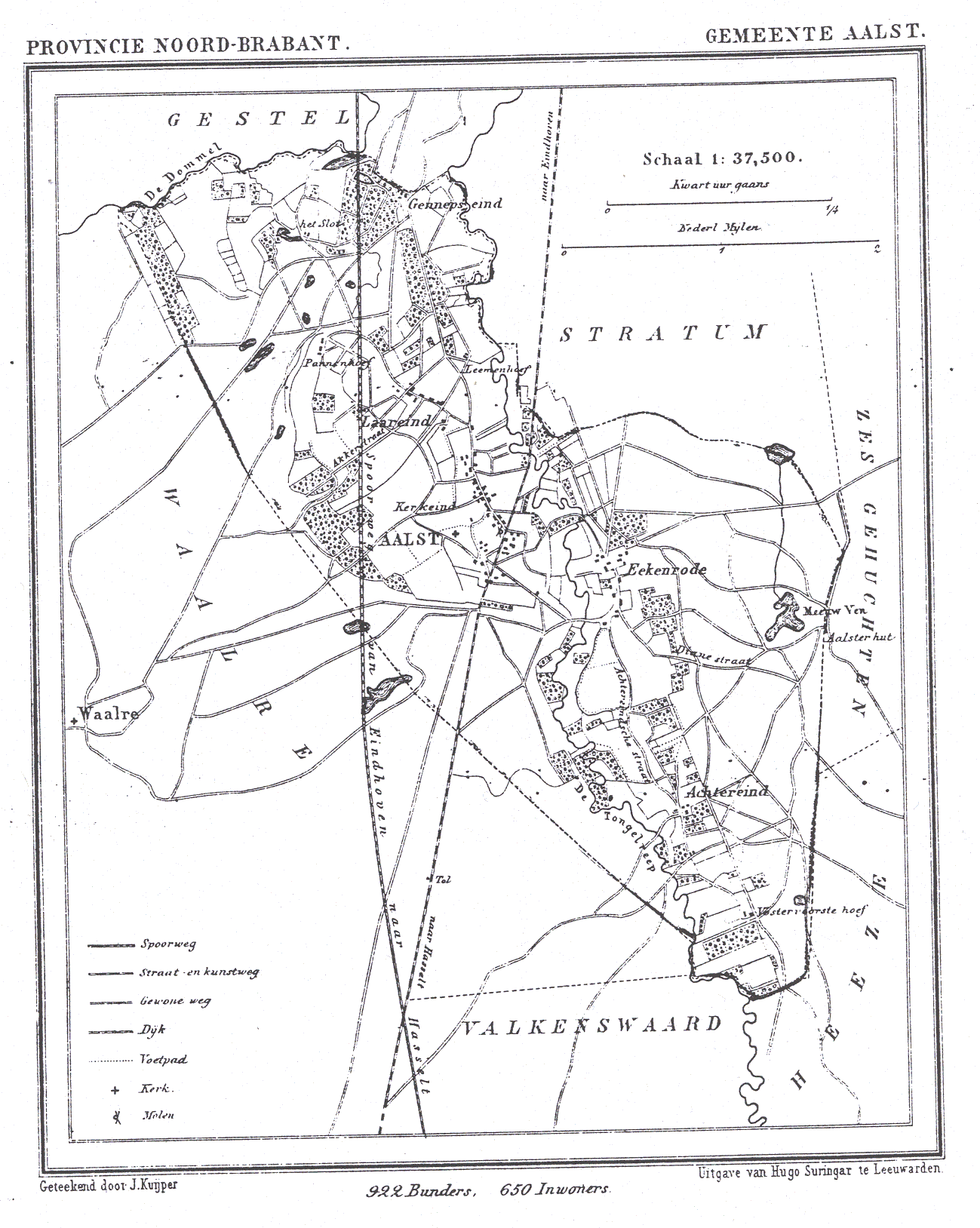
Aalst in 1866

Aalst lag oorspronkelijk ten westen van het dal van de Tongelreep, die langs het dorp voert. In het dal ten oosten van Aalst wordt landbouw bedreven, hoewel ook de nieuwbouwwijk Ekenrooi hier oprukt. De buurtschap Achtereind, verder zuidwaarts in het dal gelegen, bestaat uit enkele boerderijen.
Ten oosten van het dal ligt een naaldbosgebied met daarin nog enkele stukjes heide en enkele vennen, waarvan het Meeuwven het belangrijkste is. Hier ligt ook een landbouwenclave in een deel dat minder droog is, getuige de toponiemen 'Moerputten' en 'Goorloop'.
Ten westen van de Tongelreep ligt een naaldbosgebied dat deels in particuliere handen is en niet toegankelijk.
Ten zuiden van Aalst ligt een villabos waarin zich enkele vennen bevinden, zoals het Lisseven en het Molenven. Ook het Gemeentehuis van Waalre bevindt zich hier. Er zijn enkele wandelingen uitgezet. Ten westen daarvan lag vroeger de spoorlijn van Eindhoven naar Hasselt. Het bos is ontstaan toen men na 1850 trachtte om de stuifzanden te beteugelen. 'Het Hoge Duin' is een restant van een dergelijk stuifduin. Ten zuiden van het villabos gaat het naaldbosgebied verder. Hier ligt nog het Meertjesven.

## Rivaliteit tussen Aalst en Waalre
Tussen Aalst en Waalre heerst al een eeuwenoude rivaliteit. Dit werd versterkt toen Aalst begin 20e eeuw verplicht opging in de gemeente Waalre. Sindsdien wordt er door Aalst, dat groter is dan Waalre, nog heftiger gestreden voor een eigen identiteit, waaronder eigen plaatsnaamborden. In januari 2010 deed de burgemeester van Waalre een opvallende uitspraak op zijn nieuwjaarsspeech die veel Aalstenaren in het verkeerde keelgat schoot. Hij wilde dat het afgelopen moest zijn met de rivaliteit en dat veel voorzieningen gezamenlijk moeten gaan worden gebruikt.
Eind 2010 kreeg het dorp weer plaatsnaamborden met de aanduiding Aalst.

## Bekende inwoners

### Geboren
- Carel Kraayenhof (1958), bandoneonist

### Woonachtig
- Erik Pieters (1988), voetballer

### Overleden
- Jan Bijen (1920-1994), voetballer
- Henk Bloemsma (1921-2009), voetballer

## Nabijgelegen kernen
- Stratum, Gestel, Waalre, Valkenswaard.